# Махмуд Ахмед Шеріфо
Махмуд Ахмед Шеріфо (1948) — еритрейський політик, виконував обов'язки Президента Еритреї, поки Президент був у відсутності. Після отримання незалежності він обіймав посаду міністра закордонних справ (1993-1994), міністра внутрішніх справ (2000-2001) та міністра місцевого самоврядування. До лютого 2001 року був віцепрезидентом Еритреї.

## Життєпис
Він приєднався до фронту визволення Еритреї у 1967 році. Він був незалежним активістом під час війни Еритреї за незалежність від Ефіопії. Після отримання незалежності він обіймав посаду міністра закордонних справ та міністра місцевого самоврядування. За цей час він також був призначений Головою Комітету для підготовки проектів законів, що стосуються першого туру Національних виборів та законів про політичні партії.
Махмуд Ахмед Шерифо був звинувачений у організації державного перевороту в 2001 році. 18 вересня 2001 року він був затриманий на невизначений термін разом з іншими політиками, які були відомі як G-15, група, яка виступала проти правління президента Еритреї Ісайяса Афеверкі. Махмуд разом із 15 іншими міністрами був заарештований провладним фронтом і ув'язнений у невідомому місці. Міністри критикували прикордонну війну тодішнього президента Ісайяса Афеверкі та підписали відкритий лист. Міжнародна Амністія його вважає в'язнем совісті та закликала негайно звільнити його у 2011 році.